# المهرجان القومي للسينما المصرية
المهرجان القومي للسينما المصرية هو مهرجان سينمائي للأفلام المحلية المصرية ينظمه صندوق التنمية الثقافية التابع لوزارة الثقافة المصرية.
به مسابقتان الأولى للأفلام الروائية الطويلة والثانية للأفلام التسجيلية والقصيرة.
يهدف المهرجان إلى دفع عملية تنمية وتطوير السينما المصرية كجزء من عملية التننمية الثقافية والاجتماعية الشاملة. يشترط المهرجان في الأفلام المتسابقة ان يكون الفلم إنتاج مصري أو مصري مشترك وتاريخ إنتاجه هو السنة السابقة لإقامة المهرجان.